# ینی‌کوشاک (کاهتا)
ینی‌کوشاک (به ترکی استانبولی: Yenikuşak) (به کردی: Horres) یک منطقهٔ مسکونی کردنشین در ترکیه است که در کاهتا واقع شده‌است.